# Петроострівська сільська рада
Петроо́стрівська сільська́ ра́да — орган місцевого самоврядування Новомиргородського району Кіровоградської області. Центр сільської ради — село Петроострів.
Площа — 51,85 км². Населення — 777 чоловік.

## Населені пункти
Сільській раді підпорядковані населені пункти:
- с. Петроострів
- с. Лев-Балка
- с. Мостове

## Склад ради
Рада складається з 12 депутатів та голови.

### Керівний склад ради
| ПІБ                        | Основні відомості                                                 | Дата обрання |  |
| -------------------------- | ----------------------------------------------------------------- | ------------ |  |
|                            |                                                                   |              |  |
| Єфіменко Тетяна Миколаївна | Сільський голова, 1976 року народження, освіта вища, позапартійна | 31.10.2010   |  |

Примітка: таблиця складена за даними джерела

## Населення
Згідно з переписом УРСР 1989 року чисельність наявного населення сільської ради становила 1053 особи, з яких 466 чоловіків та 587 жінок.
За переписом населення України 2001 року в сільській раді мешкало 776 осіб.

### Мова
Розподіл населення за рідною мовою за даними перепису 2001 року:
| Мова       | Відсоток |
| ---------- | -------- |
| українська | 95,24 %  |
| російська  | 3,22 %   |
| молдовська | 0,90 %   |
| білоруська | 0,39 %   |
| вірменська | 0,13 %   |